# 2013
Het jaar 2013 is een jaartal volgens de christelijke jaartelling.

## Gebeurtenissen

### Januari
- 1 - Ierland neemt het voorzitterschap van de Raad van de Europese Unie over van Cyprus.
- 1 - Bij een ongeval in de Nederlandse plaats Raard raken tijdens de nieuwjaarsnacht 17 mensen gewond, waarvan drie zwaargewond; een vrouw rijdt in op de groep die naar een nieuwjaarsvuur stonden te kijken. Een van de gewonden zal later aan zijn verwondingen overlijden.
- 1 - Bij een vuurwerkshow in Abidjan, de belangrijkste stad van Ivoorkust, komen bij een massaal gedrang minstens 60 toeschouwers om het leven.
- 1 - Argentinië, Australië, Luxemburg, Rwanda en Zuid-Korea worden voor twee jaar lid van de Veiligheidsraad van de Verenigde Naties.
- 1 - Tallinn is de eerste hoofdstad in de Europese Unie met gratis openbaar vervoer voor zijn inwoners.
- 2 - Astronomen van de Europese Zuidelijke Sterrenwacht nemen voor het eerst de geboorte van een planeet waar, op 450 lichtjaren van de Aarde.
- 2 - Bij een luchtaanval van het Syrische leger op een buitenwijk van de hoofdstad Damascus komen minstens 30 mensen om het leven.
- 3 - Het 113e Amerikaans Congres wordt beëdigd. John Boehner wordt herkozen als voorzitter van het Huis van Afgevaardigden. Negentien procent van de verkozenen, 101 van de 535 zetels, zijn vrouwen, wat het hoogste aantal ooit is.
- 3 - Een autobom in het Iraakse Moessayeb, 60 km ten zuiden van de hoofdstad Bagdad, doodt minstens 19 sjiitische pelgrims.
- 3 - Al minstens 300 mensen zijn omgekomen in het Syrische gouvernement Idlib bij de strijd om de militaire luchthaven Taftanas die de dag ervoor is begonnen.
- 4 - De Zwitserse bank Wegelin & Co., de oudste bank van het land, verklaart zich voor een rechtbank in New York schuldig aan belastingontduiking. De bank krijgt een geldstraf van 44 miljoen euro en zal tevens ophouden te bestaan.
- 5 - De presidenten van Soedan en Zuid-Soedan, Omar al-Bashir en Salva Kiir Mayardit, komen voor onderhandelingen voor het eerst sinds september samen in de Ethiopische hoofdstad Addis Abeba.
- 5 - Bij een gijzeling in Aurora in de Amerikaanse staat Colorado komen vier mensen, waaronder de gijzelaar, om het leven.
- 5 - Duizenden mensen zijn op de vlucht voor bosbranden op het Australische eiland Tasmanië.
- 9 - Executie van het Sri Lankaanse dienstmeisje Rizana Nafeek.
- 10 - Op de nieuwjaarsreceptie van de koepel van onafhankelijk financieel adviseurs leggen de 477 aanwezigen voor het eerst de bankierseed af in aanwezigheid van minister Dijsselbloem.
- 11 - Franse troepen trekken het noorden van Mali binnen om de opstand van Toearegrebellen en radicale islamisten te stoppen.
- 13 - Sven Kramer wordt Europees schaatskampioen van de heren en Ireen Wüst is dat van de vrouwen.
- 15 - Bob de Vries wint in Noordlaren de eerste marathon op natuurijs van 2013. Bij de vrouwen is Mariska Huisman de snelste.
- 20 - Barack Obama begint aan zijn tweede termijn als President van de Verenigde Staten
- 21 - De publiekelijke inauguratie van de 44ste president van de Verenigde Staten
- 22 - De verkiezingen voor het Israëlische parlement worden gewonnen door de rechtse lijstverbinding Likoed-Jisrael Beeténoe. Tweede is nieuwkomer en middenpartij Yesh Atid met 19 zetels.
- 27 - In Brazilië komen bij een brand in een nachtclub honderden mensen om.
- 28 - Beatrix, regerend Koningin der Nederlanden, maakt bekend dat ze op 30 april 2013 zal aftreden en het koningschap overdraagt aan haar oudste zoon, prins Willem-Alexander van Oranje-Nassau.

### Februari
- 4 - Start van de Wereldkampioenschappen alpineskiën 2013 in Schladming, Oostenrijk, ze duren t/m 17 februari.
- 5 - De Sint-Clemenskerk in de Nederlandse plaats Nes, op het eiland Ameland, wordt door brand verwoest.
- 10 - Chinees nieuwjaar.
- 15 - De planetoïde (367943) Duende nadert de aarde tot een afstand van 27.600 kilometer. Nooit eerder werd een planetoïde van een dergelijke grootte waargenomen terwijl hij dichter langs de aarde scheerde dan een geostationaire baan.
- 15 - In het Oeralgebied in de buurt van de plaats Tsjeljabinsk komt een meteoroïde de dampkring binnen. Vele honderden mensen raken gewond.
- 18 - Op Brussels Airport vindt een diamantroof plaats. Er wordt voor ongeveer 50 miljoen dollar aan ruwe diamanten gestolen.
- 24 - De 85ste Oscaruitreiking vindt plaats in Los Angeles.
- 26 - De Staten van Curaçao verhogen de pensioengerechtigde leeftijd van 60 naar 65 jaar. Er komt een overgangsregeling voor werknemers die al 56 jaar zijn.
- 28 - Paus Benedictus XVI treedt af als paus.

### Maart
- 8 - Noord-Korea maakt een einde aan de wapenstilstand met Zuid-Korea die sinds 1953 gold.
- 9 - Plundering van de wijk Bādāmi Bāgh in Lahore. De christelijke wijk van de Pakistaanse stad wordt deels verwoest na geruchten over blasfemie. Meer dan 175 huizen, bijna 20 winkels en twee kerken gaan in vlammen op.[1][2]
- 10 - Opening Wereldkampioenschappen kunstschaatsen 2013 in London, Ontario, Canada
- 13 - Biddag voor Gewas en Arbeid, protestants, in Nederland
- 13 - De Argentijnse kardinaal Jorge Mario Bergoglio, aartsbisschop van Buenos Aires, wordt tijdens het conclaaf tot nieuwe paus verkozen. Hij kiest de naam Franciscus.
- 13 - De Atacama Large Millimeter Array wordt officieel geopend.
- 16 - De Nederlandse pokerspeler Ruben Visser wint in seizoen 9 van de European Poker Tour het toernooi in Londen en wint £595.000.
- 18 - In Israël gaat het kabinet-Netanyahu III aan de slag.
- 19 - Paus Franciscus wordt geïnstalleerd.

### April
- 1 - In Nederland verloopt de laatste ontheffing voor een zwanendrift. Het is zwanendrifters na deze datum niet langer toegestaan om zwanen te houden voor productie van veren, dons en vlees.
- 10 - Fotografe Ilvy Njiokiktjien wordt eerste Fotograaf des Vaderlands.
- 13 - Officiële heropening van het Rijksmuseum in Amsterdam.
- 14 - Europese Parlementsverkiezingen in Kroatië dat op 1 juli 2013 toetreedt tot de Europese Unie.
- 15 - Een bomaanslag tijdens de marathon van Boston komen drie mensen om het leven en raken meer dan honderd mensen gewond.
- 19 - Aabed-El ben Asher ben Matzliach is de nieuwe Samaritaanse hogepriester. Hij volgt de overleden Aaron ben Ab-Hisda ben Jacob op.
- 21 - Presidentiële verkiezingen in Paraguay.
- 24 - In Bangladesh stort een industrieel complex in; meer dan duizend mensen komen om.
- 25 - In de haven van Oostende komt een einde aan 170 jaar verbinding met Engeland door veerboten naar Ramsgate.
- 25 - Gedeeltelijke maansverduistering, zichtbaar in Europa, Afrika, Azië en Australië.[3]
- 30 - Troonswisseling in Nederland.

### Mei
- 2 - Uitgave van de eerste bankbiljetten in de "Europa-serie" met een waarde van vijf euro.
- 4 - Trein- en giframp bij het Belgische Wetteren, er vallen één dode en ongeveer honderd gewonden.
- 5 - Bij een bomaanslag op een kerk en een markt in de Nigeriaanse plaats Njilan, in de noordoostelijke staat Adamawa, komen 10 mensen om het leven.
- 7 - De broers Ruben en Julian worden vermist. Heel veel vrijwilligers helpen met zoeken naar de twee lichamen van de jongens. Uiteindelijk vindt een voorbijganger op 19 mei de lichamen van de jongens.
- 9 - AZ wint voor de vierde keer in de clubhistorie de KNVB beker door in de finale PSV met 2-1 te verslaan.
- 10 - Bij de bouw van het One World Trade Center aan de rand van het voormalige complex van het World Trade Center in New York komt de top van het gebouw gereed.
- 18 - Denemarken wint het Eurovisiesongfestival 2013 met het nummer Only Teardrops van Emmelie de Forest.
- 18 tot 22 - De DSM5 wordt gepresenteerd op de jaarlijkse bijeenkomst van de American Psychiatric Association in San Francisco.
- 21 - De Belgische voetbalclub K. Beerschot AC wordt failliet verklaard door de Rechtbank van Koophandel.
- 22 - In Londen wordt de 25-jarige militair Lee Rigby op klaarlichte dag onthoofd door de Nigeriaan Mujahid.
- 22 - Bij Rotterdam wordt de Tweede Maasvlakte in gebruik gesteld.
- 24 - De voetbalbond van Gibraltar wordt door de UEFA als het 54e lid erkend. Elftallen en clubs van Gibraltar mogen vanaf nu meedoen aan competities van de UEFA.
- 25 - Bayern München wint de finale van de Champions League door met 2-1 van Borussia Dortmund te winnen.

### Juni
- 8 - In Jemen worden de Nederlandse journalist Judith Spiegel en haar man Boudewijn Berendsen ontvoerd en als gijzelaar vastgehouden. Op 10 december werden ze weer vrijgelaten.
- 15 - Bij het neerslaan van een demonstratie in het Gezipark in Istanboel, na enkele weken van grootschalige protesten vallen tientallen gewonden.
- 17-18 - De G8-top vindt plaats in het Verenigd Koninkrijk.
- 29 juni - 21 juli - De 100ste editie van de Ronde van Frankrijk wordt verreden, deze start op Corsica. De Ronde wordt door Chris Froome gewonnen.
- 30 juni - Eerste H. Mis in de Christ Cathedral, de voormalige Crystal Cathedral van televisiedominee Robert Schuller.

### Juli
- 1 - Kroatië wordt lid van de Europese Unie
- 1 - Litouwen neemt het voorzitterschap van de Raad van de Europese Unie over van Ierland
- 3 - Het leger van Egypte zet president Mohamed Morsi af en wijst de voorzitter van het constitutioneel hof aan als waarnemend staatshoofd.
- 11 - In Nederland komt onder leiding van de SER een energieakkoord op hoofdlijnen tot stand tussen de politiek, het bedrijfsleven en de milieuorganisaties.
- 12 - Het Pakistaanse schoolmeisje en Taliban-slachtoffer Malala Yousafzai spreekt op haar zestiende verjaardag de Algemene Vergadering van de Verenigde Naties toe. Ze roept op tot verplicht gratis onderwijs voor ieder kind en noemt boeken en pennen ‘onze machtigste wapens’
- 14 - Het laatste publieke telegraafbedrijf, het Indiase Bharat Sanchar Nigam, verzendt het laatste telegram naar Rahul Gandhi, leider van de Congrespartij.
- 21 - Troonswisseling in België.
- 23 - Een 10-jarig Israëlisch meisje raakt in avonturenpark Walibi Holland zwaar gewond door een ongeluk in een waterattractie. Het meisje raakt als gevolg van het ongeluk haar voet kwijt.
- 24 - Bij een ernstig spoorwegongeval in de Spaanse stad Santiago de Compostella vallen tientallen doden.
- 25 - In zowel Nederland als België is er officieel sprake van een hittegolf. Het is de eerste hittegolf sinds juli 2006.

### Augustus
- 5 - De Maastrichtse weefseldeskundige Mark Post presenteert op een voedselcongres in Londen de eerste kweekhamburger.
- 12 - Prins Friso overlijdt op 44-jarige leeftijd in Paleis Huis ten Bosch aan complicaties die zijn opgetreden ten gevolge van de hersenbeschadiging veroorzaakt door zuurstoftekort bij zijn ski-ongeval in Lech.
- 14 - De Egyptische regering roept de noodtoestand uit, nadat in Caïro en de rest van het land minstens 638 doden en minstens 3000 gewonden zijn gevallen bij de opruiming van sit-ins van aanhangers van ex-president Morsi en bij de daaropvolgende botsingen tussen de betogers en de ordediensten.
- 17 - In het Stanislaus National Forest in de Amerikaanse staat Californië breekt een grote bosbrand uit, de Rim Fire. Na twee maanden is de brand onder controle; pas een jaar later is hij volledig uitgedoofd. Meer dan 104.000 hectare natuur is vernietigd.
- 21 - In Goutha, een voorstad van Damascus wordt een aanval met sarin uitgevoerd. Er vallen ongeveer 1.400 doden en een veelvoud aan gewonden. De aanval vindt plaats rond de aankomst van een delegatie van de Verenigde Naties, die eerder beweerd gifgasgebruik komt onderzoeken.
- 21 - De Amerikaanse klokkenluider Bradley Manning wordt veroordeeld tot 35 jaar gevangenisstraf.

### September
- 5 - 6 - G20-top in Sint-Petersburg
- 7 - Het IOC maakt tijdens een congres in Buenos Aires bekend dat de Olympische Zomerspelen van 2020 gehouden zullen worden in de Japanse hoofdstad Tokio.
- 8 - In Syrië wordt het christelijke dorp Ma'loula veroverd door rebellen van het Vrije Syrische leger. Kerken worden geplunderd en inwoners worden gedwongen zich te bekeren tot de islam.
- 21 - De aanslag in het winkelcentrum Westgate begint op deze dag als rond vier tot zes islamistische milities van de Somalische Al-Shabaab het winkelcentrum Westgate in de Keniaanse hoofdstad Nairobi al schietend binnentrekken. Er worden minstens 67 bezoekers, medewerkers en bewakers doodgeschoten en er vallen meer dan 175 gewonden. Ongeveer vier dagen lang wordt een aantal mensen gegijzeld.
- 22 - Bij een aanslag op de Allerheiligenkerk in Peshawar vallen 81 doden.
- 25 - De 34e America's Cup in de Baai van San Francisco wordt op spectaculaire wijze gewonnen door team USA, waarin ook de Nederlander Simeon Tienpont. Ze hadden een 8-1 achterstand omgezet in een 9-8 zege.
- september - De Homo naledi wordt ontdekt door de antropoloog Lee Berger in de Rising Stargrotten in Zuid-Afrika.

### Oktober
- 1 - Het Amerikaans Congres heeft geen overeenstemming bereikt over de financiering van de Amerikaanse overheid. Hierdoor kan onder andere het arbeidsloon van alle niet-essentiële personen in dienst van de overheid niet langer betaald worden met een shutdown tot gevolg.
- 8 - De Belg François Englert wint samen met de Brit Peter Higgs de Nobelprijs voor Natuurkunde.
- 10 - Ali Zeidan, de premier van Libië, wordt ontvoerd en dezelfde dag weer vrijgelaten.
- 11 - De Organisatie voor het Verbod op Chemische Wapens, met zetel in Den Haag, wint de Nobelprijs voor de Vrede.
- 11 - Met een overwinning tegen Kroatië slagen de Rode Duivels erin zich te kwalificeren voor het WK voetbal in Brazilië. Het is voor het eerst sinds het WK in 2002 dat het Belgisch voetbalelftal present zal zijn op een groot voetbaltoernooi.
- 12 - De Belgische popgroep Clouseau komt met haar comebacksingle Vliegtuig meteen op 1 binnen in de Vlaamse Ultratop 50.
- 12 - De Belgische atleet Frederik van Lierde wint de Ironman Hawaï in een tijd van 8:12:29.
- 13 - Door langdurig regenval moet DierenPark Amersfoort voor de tweede keer in zijn historie de poorten sluiten.
- 15 - Het boek Gijp van Michel van Egmond over het leven van René van der Gijp wint de NS Publieksprijs voor het Nederlandse Boek.
- 21 - Het Syrische stadje Sadad wordt veroverd door strijders van Jabhat al-Nusra. Toen de stad op 28 oktober werd heroverd door het Syrische leger, werden de lichamen van 45 vermoorde christenen gevonden. Enkele kerken werden geplunderd gedurende deze periode.
- 28 - Een zware storm raast over Nederland en West-Europa. Op Vlieland wordt orkaankracht gemeten en bij Lauwersoog de zwaarste windstoot; 152 kilometer per uur. In Denemarken valt één dode. In Nederland, Groot-Brittannië en Duitsland zijn respectievelijk drie en vijf doden te betreuren. In België en Frankrijk zorgt de storm voor veel schade.

### November
- 3 - Hybride zonsverduistering
- 8 - Op de Filipijnen passeert tyfoon Haiyan het midden van het land. Elf miljoen mensen worden getroffen en ruim 6000 bewoners komen om. Daarna trekt de tyfoon nog door naar Vietnam en China, waar hij minder schade aanricht.
- 12 - In Zwolle wordt een zeldzame sperweruil gespot. Het dier werd voor het laatst in Nederland gezien in 2005. De afgelopen 100 jaar is de sperweruil slechts drie keer in Nederland waargenomen.
- 21 - Demonstraties op het Majdan Nezalezjnosti, ook bekend als het Onafhankelijkheidsplein in Kiev, het begin van Euromaidan.
- 30 - De verenigingsraad van de AVRO en de ledenraad van de TROS keuren het fusievoorstel van de twee publieke omroepen goed. Vanaf 1 januari 2014 zullen beide verdergaan onder de nieuwe naam AVROTROS.
- 30 - Malta wint met het nummer 'The Start' van Gaia Cauchi het Junior Eurovisiesongfestival 2013 in Kiev.

### December
- 2 - De Ebola-uitbraak in West-Afrika begint bij een 2-jarige peuter uit Guinee die op deze dag ziek wordt.
- 2-7 - De Nederlandse bisschoppen van de Rooms-Katholieke Kerk brengen een ad liminabezoek aan paus Franciscus.
- 3 - Op de A19 Ieper - Kortrijk gebeuren op een afstand van 10 km 3 zware kettingbotsingen te wijten aan plots opkomende mistbanken. Er zijn 132 voertuigen betrokken, er vallen 2 doden.
- 7 - De Belgische Veerle Baetens wint in Berlijn de Europese filmprijs voor Beste actrice. De kortfilm Dood van een schaduw gaat dan weer met de prijs voor Beste kortfilm aan de haal.
- 8 - De Belg Pieter-Jan Hannes pakt de Europees titel veldlopen bij de beloften. De tot Nederlandse genaturaliseerde Sifan Hassan wordt Europees kampioene onder 23 jaar.
- 12 - Het Catalaanse parlement keurt het Akkoord over de volksraadpleging in Catalonië goed.
- 13 - In Noord-Korea wordt Jang Song-thaek, oom van de jonge partijleider Kim Jong-un, als "verrader" terechtgesteld.
- 15 - In Zuid-Soedan breekt een stammenoorlog uit tussen de Dinka en de Muer.
- 19 - De Russische president Vladimir Poetin kondigt gratie aan voor de twee gevangen leden van Pussy Riot en de dertig bemanningsleden van de Arctic Sunrise.
- 20 - Het Russische energiebedrijf Gazprom begint met het oppompen van olie in de Petsjorazee.
- 23 - President José Mujica van Uruguay ondertekent de wet die de teelt, de handel en het gebruik van cannabis legaliseert binnen strikte voorwaarden.
- 29 - De Duitse autocoureur Michael Schumacher is betrokken bij een zwaar skiongeval en raakt daarbij levensgevaarlijk gewond. Hij wordt met een schedelfractuur afgevoerd naar het ziekenhuis in Grenoble.

## Film
- Borgman wint het Gouden Kalf op het Nederlands Filmfestival, komt op de shortlist van Cannes en is de Nederlandse inzending voor de Oscar. Tevens verkozen tot beste Nederlandse film door de Nederlandse filmpers.
- Het Vlaamse The Broken Circle Breakdown wint in 2013 verschillende prijzen, waaronder die van beste actrice (Veerle Baetens) op de European Film Awards, en de film kwam op de nominatielijst van de Oscars te staan.
- De film Omar van de Nederlands-Palestijnse Hany Abu-Assad wordt genomineerd voor de Oscar namens de Palestijnse autoriteit, het is zijn tweede Oscarnominatie.
- The Selfish Giant van Clio Barnard wint de Grand Prix for Best Film op het Film Fest Gent.
- La vie d'Adèle wint de Gouden Palm in Cannes.
- Argo wint zowel de Oscar als de Golden Globe en de BAFTA voor beste film.
- La grande bellezza is de winnaar van de European Film Awards en wordt verkozen tot beste film van 2013 door de Nederlandse Filmpers.
- Het Argentijnse Ánima Buenos Aires van María Verónica Ramírez is de winnaar van Best Feature Film op het Holland Animation Film Festival.
- De documentaire Sacro GRA van Gianfranco Rosi ontvangt de Gouden Leeuw op het Filmfestival van Venetië.
- Stop the Pounding Heart van Roberto Minervini wint de Gouden Duif tijdens het DOK Leipzig; de Gouden Duif voor animatie gaat naar Špela Čadež voor haar film Boles.
- Head over Heels van Timothy Reckart & Fodhla Cronin O'Reilly wint de filmprijs voor korte Europese animatie, de Cartoon d'Or.
- Het Roemeense Poziția copilului (ook bekend als Child's Pose) wint de Gouden Beer in Berlijn.
- Tito on Ice van Max Andersson en Helena Ahonen is de winnaar op het Ottawa International Animation Festival, het Nederlandse Thee Wreckers: Lonely Bones van regisseur Rosto wint in de categorie Best Short.
- Fruitvale Station van Ryan Coogler wint de Grand Jury Prize en de Audience Award op het Sundance Film Festival, Blood Brother van Steve Hoover wint de Grand Jury Prize voor beste documentaire.
- Uma História de Amor e Fúria (Rio 2096: A Story of Love and Fury) wint op het Annecy International Animated Film Festival.
- Song from the Forest van Michael Obert wint de VPRO IDFA Award tijdens het IDFA.
- Iron Man 3 is vanuit commercieel oogpunt de succesvolste film van 2013 met een opbrengst van ongeveer 875 miljoen euro.
- Verliefd op Ibiza is de bestbezochte Nederlandse film in Nederland. Ook succesvol was de documentaire De Nieuwe Wildernis en de boekverfilming Spijt!
- Het Latin American Film Festival kondigt aan dat 2013 haar laatste editie was.

## Muziek

### Klassieke muziek
- 27 april: eerste uitvoering van Symfonie nr. 1 van Peter Boyer
- 5 juli: eerste uitvoering van de georkestreerde versie van Ballet City van Leonardo Balada
- 17 juli: eerste uitvoering van Totentanz van Thomas Adès
- 24 juli: eerste uitvoering van Symfonie nr. 4 van Johan de Meij

### Populaire muziek
Bestverkochte singles in Nederland:
1. Avicii - Wake Me Up
2. Robin Thicke, T.I. & Pharrell - Blurred Lines
3. Daft Punk & Pharrell Williams - Get Lucky
4. P!nk & Nate Ruess - Just Give Me a Reason
5. Pharrell Williams - Happy
6. Stromae - Papaoutai
7. Armin van Buuren & Trevor Guthrie - This Is What It Feels Like
8. Mr. Probz - Waves
9. will.i.am & Britney Spears - Scream & Shout
10. Maaike Ouboter - Dat ik je mis

Bestverkochte albums in Nederland:
1. Marco Borsato - Duizend spiegels
2. Sandra van Nieuwland - And More
3. Caro Emerald - The Shocking Miss Emerald
4. Anouk - Sad Singalong Songs
5. Kinderen voor Kinderen - Klaar voor de start - 34
6. Armin van Buuren - Intense
7. Racoon - The Singles Collection
8. One Direction - Midnight Memories
9. P!nk - The truth about love
10. Guus Meeuwis - Het kan hier zo mooi zijn

Bestverkochte singles in Vlaanderen:
1. Avicii - Wake Me Up
2. Daft Punk & Pharrell Williams - Get Lucky
3. Robin Thicke, T.I. & Pharrell - Blurred Lines
4. Martin Garrix - Animals
5. Macklemore, Ryan Lewis & Ray Dalton - Can't Hold Us
6. Macklemore, Ryan Lewis & Wanz - Thrift Shop
7. Stromae - Formidable
8. will.i.am & Britney Spears - Scream & Shout
9. Stromae - Papaoutai
10. Bastille - Pompeii

Bestverkochte albums in Vlaanderen:
1. Stromae - Racine carrée
2. The broken circle breakdown bluegrass band - The Broken Circle Breakdown
3. Daft Punk - Random Access Memories
4. Axelle Red - Rouge ardent
5. Bruno Mars - Unorthodox jukebox
6. Ozark Henry - Stay gold
7. Editors - The weight of your love
8. Adele - 21
9. Nick Cave & The Bad Seeds - Push the Sky Away
10. David Bowie - The Next Day

## Geboren
- 31 maart - Sofía Otero, Spaans actrice
- 22 juli - George van Wales, Brits prins

## Weerextremen

### Nederland
- 30 januari: Hoogste maximumtemperatuur op deze dag sinds invoering weerstatistieken: 13 graden.
- 5 maart: Hoogste maximumtemperatuur op deze dag sinds invoering weerstatistieken: 15,9 graden.
- 13 maart: Laagste minimumtemperatuur −13,3 graden. Laagste temperatuur tweede decade maart (dag 11 t/m 20).
- 23-24 maart: koudste maartweekend sinds 1964. In Groningen bevriest het zeewater door koude wind afkomstig van de poolstreken.
- 1 april: In Drenthe kan geschaatst worden. Het is in de geschiedenis nog nooit voorgekomen, dat zo laat geschaatst kon worden.
- Lente: koudste lente in ruim veertig jaar. Gemiddelde temperatuur is 7,4 graden (normaal: 9,5 graden).[4]
- 23 mei: Laagste maximumtemperatuur op deze dag sinds invoering weerstatistieken: 10,4 graden, evenaring van het record van 1975.[5]
- 21-27 juli: 39ste landelijke hittegolf.[6]
- 2 augustus: Hoogste maximumtemperatuur op deze dag sinds invoering weerstatistieken: 34,0 graden.[7]
- 11 oktober: Laagste maximumtemperatuur op deze dag sinds invoering weerstatistieken: 8,6 graden.[8]
- 28 oktober: Windstoten van 152 km/h en windkracht 12 gemeten in Nederland tijdens zware storm.
- 5 december: Sinterklaasstorm trekt over Nederland. Windstoten tot 130 km per uur.

### België
- 4 februari: Valwinden in West-Vlaanderen met snelheden tot 190 km/h veroorzaken ernstige schade.
- 5 maart: Hoogste maximumtemperatuur ooit op deze dag: 17,5 graden.
- 2 augustus: Hoogste maximumtemperatuur ooit op deze dag: 34,5 graden.
- 22 oktober: Hoogste maximumtemperatuur ooit op deze dag: 24,0 graden.